# Município de Bloom (condado de Seneca, Ohio)
Localização do Ohio nos E.U.A.
O município de Bloom (em inglês: Bloom Township) é um município localizado no condado de Seneca no estado estadounidense de Ohio. No ano 2010 tinha uma população de 1799 habitantes e uma densidade populacional de 19,04 pessoas por km².

## Geografia
O município de Bloom encontra-se localizado nas coordenadas 41° 01′ 50″ N, 83° 00′ 22″ O. Segundo a Departamento do Censo dos Estados Unidos, o município tem uma superfície total de 94.5 km², da qual 94,26 km² correspondem a terra firme e (0,25 %) 0,24 km² é água.

## Demografia
Segundo o censo de 2010, tinha 1799 pessoas residindo no município de Bloom. A densidade de população era de 19,04 hab./km².